# Sphex walshae
Sphex walshae är en biart som beskrevs av Hensen 1991. Sphex walshae ingår i släktet Sphex och familjen grävsteklar. Inga underarter finns listade i Catalogue of Life.